# Церковна десятина
Десяти́на (лат. decenia) — рід церковного або світського податку, поширений в Середньовічній Європі та на Русі в княжу добу; десята частина доходів, яку сплачувало залежне населення церкві у феодальний період в європейських країнах. Первісно десятину давав князь єпископові як десяту частину своїх річних прибутків.

## Десятина в Старому Заповіті
У Старому Заповіті про десятину вперше згадується в історії про патріарха Авраама, який передав десяту частину військової здобичі Мелхіседеку, царю Саліма і священику: 
|  | «Благословен хай буде Бог Всевишній, що видав ворогів твоїх тобі в руки!» І дав йому (Аврам) десяту частину з усього.» (Бут. 14: 20). |

Патріарх Яків обіцяв віддати Богу десятину, якщо Він збереже його у дорозі: 
|  | «Як Господь буде зо мною і збереже мене в цій дорозі, що її верстаю, і як дасть мені хліба їсти та й одежі одягтися,так що вернусь я живим-здоровим у господу мого батька, то Господь буде мені Богом...і з усього, що даси мені, напевно дам тобі десятину». (Бут. 28: 20 -22) |

Однак немає прямого підтвердження, що спочатку десятина мала регулярний або загальнообов'язковий характер. Найбільш раннє свідоцтво про регулярну десятину — слова з Книги пророка Амоса:
|  | «Приносьте ранком ваші жертви, що три дні — ваші десятини.» (Ам. 4: 4) |

Поступово десятина набуває іншого змісту. Мойсей встановлює її як обов'язковий податок для ізраїльтян, які отримали землю в Ханаані, на користь левітів, храмових служителів, що не мали земельних наділів і тому їм потрібні були засоби для існування. Десятина в даному випадку становила своєрідну компенсацію, що виділялась їм замість відсутнього наділу землі. Одну десяту частину від отриманої десятини Левіти вносили на утримання первосвященика. (Чис. 18: 21-32).
Під десятиною розумілася десята частина зі всього, що добуває своєю працею людина:
|  | «Всяка десятина від землі, чи від засівів із поля, чи від плодів із дерева, буде Господеві, (вона) свята Господеві...Десятина з великорослої чи з дрібної скотини; десятина з усього, що проходить під ґирлиґою пастуха, буде свята Господеві.» (Лев. 27: 30-32) |

Але не тільки десятина була засобом жертви Богу — існували й іншого роду пожертвування. Так, у Виході (22: 29-30) записано:
|  | «Так робитимеш з волом і з дрібним скотом твоїм; сім днів буде воно при матері своїй, восьмого ж дня даси його мені.» |

 Первістки людей присвячувалися Богу, а первістки від тварин приносилися на восьмий день в жертву Богові.
Головний сенс приношення десятини в Старому Заповіті — навчитися боятися Господа:
|  | « Даватимеш точно десятину з усього врожаю твого посіву, з того, що виросте в полі щороку. І їстимеш перед Господом, Богом твоїм, на місці, яке вибере він, щоб там поставити своє ім'я, десятину твого зерна, твого молодого вина й твоєї олії й перваків твоєї високорослої та дрібної скотини, щоб ти навчавсь, поки життя, боятися Господа, Бога твого.»(Втор. 14: 22-23). |

 Старозавітна людина була переконана, що земля та її плоди належать Богу, який дав їх Ізраїлю у володіння:
|  | «Господь - мій пастир: Нічого мені не бракуватиме.На буйних пасовиськах він дає мені лежати; веде мене на тихі води.» (Пс. 23: 1-2). |

Саме тому пророк Малахія називає несплату десятини «обкраданням Бога»:
|  | «Хіба годиться людині обкрадати Бога? Ви ж мене обкрадаєте й питаєте: В чім ми тебе обікрали? - Десятинами й приносами!»(Мал. 3: 8). |

## Десятина в Новому Заповіті
У Новому Заповіті заповідь про десятину прямо не скасовується, але й не пропонується. Христос викриває буквалізм співвітчизників:
|  | «Горе вам, книжники й фарисеї, лицеміри, що даєте десятину з м'яти, кропу і кмину, а занедбуєте, що найважливіше в законі: справедливість, милосердя і віру. І те слід робити, і того не слід лишати.» (Мв. 23 : 23). |

 Цікаво, що десятиною хвалиться фарисей з євангельської притчі:
|  | «... з усіх моїх прибутків даю десятину.» (Лк. 18: 12). |

В апостольських посланнях відсутні вимоги чи вказівки для християн слідувати системі десятин. Однак апостол Павло неодноразово пише про необхідність матеріальної підтримки Церкви, зокрема її служителів. Так, у Першому посланні до коринтян він говорить:
|  | « Хіба не знаєте, що ті, які коло святого працюють, їдять із святого, і ті, які служать жертовникові, мають частку з жертовника? Так само й Господь звелів тим, що проповідують Євангелію, з Євангелії жити.»(1 Кор. 9: 13-14). |

 Слід зазначити, що Апостол не визначає конкретну суму або частину доходу, яку повинні збирати християни на потреби Церкви, але пропонує:
|  | «Першого дня тижня кожний з вас хай відкладає в себе, збираючи, що може заощадити, щоб збірок не робити тоді, коли сам прийду.» (1 Кор. 16: 2). |

 Такі пожертвування повинні відбуватися віруючими добровільно:
|  | «Нехай дає кожний, як дозволяє серце, не з жалю чи примусу: Бог любить того, хто дає радо.» (2 Кор. 9: 7). |

## Десятина в історії Церкви

### Десятина в католицькій церкві
До початку III ст. регулярна десятина в Церкві не практикувалася. Проте вже тоді ієрархи висловлювали жаль, що християни не хочуть навіть десяту частину свого майна передати Церкві для підтримки.
Як обов'язок для кожного християнина десятина була встановлена в Західній Церкві в V ст.
Церковна десятина згадується в 14 проповідях єпископа Цезарія Арльского. Широко питання представлене і в 33-й проповіді, яка створена приблизно у 536 році. Проповіді обґрунтовують ключові положення — справедливість і доцільність сплати парафіянами церковної десятини, їх пряму для себе вигоду.
|  | «Наближаються жнива, саме час подумати про сплату десятини від усіх плодів і доходів Господу нашому, бо він її справедливо отримує і …. має право на неї розраховувати. Що якщо скаже Бог: ти, чоловіче, мій, я тебе створив, моя земля, яку ти обробляєш, і насіння моє, яке сієш, мої тварини, яких стомлюєш роботою, і раби, мої дощі та зливи, віяння вітрів, сонячне тепло, словом , всі життєві елементи мої власні, а коли ж так, невже ти, докладаючи лише працю рук своїх, сам заслуговуєш хоча б десятини? Подаючи приклад милосердя, Бог залишає нам дев'ять десятих. Як відмовити в десятині тому, кому ми зобов'язані всім?» |

Починаючи з VI століття, десятина стає обов'язковою для кріпаків, несплата якої загрожує відлученням від Церкви: Турський собор 567 року пропонував вірним вносити десятину, Маконський собор 585 року вже наказував платити десятину під загрозою відлучення Імператор Карл Великий указом 779 року ввів десятину в державне законодавство, поширивши її виключно на землевласників, при цьому її несплата вважалася кримінальним злочином і каралася іноді стратою. Разом з тим закони Карла Великого передбачали поділ десятини на три частини: на будівництво та утримання храмів, на допомогу мандрівникам і прочанам, на потреби духовенства. У пізньому середньовіччі римо-католицькі єпископи поширили десятину на всі прибуткові заняття, включаючи й самі аморальні. При цьому церковна благодійність була майже повністю забута, зате значна частина доходів йшла на потреби Папи Римського (особливо з XII століття, при папі Олександрі III).
З посиленням королівської влади духовенству довелося ділитися десятиною і з ними. Через те, що десятина в сумі становила великі доходи, виникали різкі зіткнення між окремими категоріями середньовічного суспільства (наприклад, вікова боротьба за десятину в Польщі між шляхтою і духовенством, про що повідомляє Любович у книзі «Історія реформації в Польщі»).
В епоху реформації католицька церква втратила в більшій частині протестантських країн свої мирські володіння і доходи, що стали тепер надбанням світської влади та дворянства. Відбулась секуляризація церковних володінь. В Англії десятина збереглася, і спроба її відмінити, зроблена в епоху першої революції XVII століття, не увінчалася успіхом, бо в англійській церкві десятина йшла на утримання духовенства, і, скасовуючи її, доводилося шукати замість неї інше джерело прибутку. У католицьких державах десятина продовжувала існувати як і раніше, і, наприклад, у Франції перед революцією духовенство отримувало близько 125 млн ліврів десятини, яка здебільшого залишалася в руках вищого духовенства. З 1789 року почалася епоха скасування десятини, прикладом стала Франція, де революція скасувала десятину, віддавши духовенство на утримання держави. У Швейцарії та деяких державах Німеччини десятина, як і у Франції, була скасована без будь-якої винагороди для тих установ, на користь яких вона стягувалася, але більшість німецьких держав (Нассау, Баварія, обидва Гессена, Баден, Вюртемберг, Ганновер, Саксонія, Австрія, Пруссія та ін) вдавалися до системи викупу.
У XIX столітті десятина втрималася в Англії, де в 1836 році за англ. Tithe Commutation Act у розподілі та способах стягнення цього податку були внесені істотні зміни. У сільських десятинах (англ. prediales) сплата натурою була замінена певною сумою, що називалася англ. tithe rent-charge. Кількість хліба, ячменю і вівса було встановлено раз і назавжди (нормою було прийнято середню кількість за 7 років) і вартість щорічно офіційно визначалась за ринковими цінами та виплачувалась грошима. Крім того, скасовано десятину з рибного промислу, гірського промислу та ін.
Зараз у ряді Західних країн існує церковний податок, який в обов'язковому порядку виплачують віруючі різних конфесій.

### Десятина у православній церкві
Коріння десятини виходять із практики забезпечення язичницьких святилищ. Офіційно виникла у Х ст. і зберігалася до XIX ст.
Церковна десятина у Київській Русі з'явилась після прийняття Володимиром Великим християнства у 988 році. Він віддав десяту частину своїх прибутків на будівництво Десятинної церкви (церкви Богородиці) — першої кам'яної церкви Київської Русі
Це джерело прибутку «священства» було привнесено з Візантії і спиралося на давню першохристиянську традицію. Десятина закріплювалася 59-м апостольським правилом церковного статуту Володимира, який проголошував, що церковне багатство — 
|  | «жебраків багатство, церквам, монастирям, пустелям подняття, живим притулок і втіха, мертвим пам'ять». |

На Русі десятина спочатку являла собою 1 / 10 частина князівських доходів, які передавалися на користь церкви (іноді замінювалася грошами або угіддями). Для її збору існували спеціальні посадові особи — десятники, які могли бути людьми як духовними, так і світськими. До обов'язків десятників, крім збору податків, входили й інші обов'язки, головним чином спостереження за благопристойною поведінкою священнослужителів і сумлінним виконанням ними своїх службових обов'язків. У чистому вигляді, як князівська данина десятина існувала з IX до кінця XII в.
Десята частина врожаю віддавалася церковними (монастирськими) селянами на користь монастиря, який виступав як феодальний власник. Така ситуація могла викликати невдоволення селянства. У 1337 р. відбулось повстання в Новгороді проти Юр'ївського монастиря, яке закінчилось вбивством архімандрита, в 1594—1595 р.р. — повстання селян Волоколамського монастиря. До XVI–XVII ст.. отримала розвиток система спеціальних зборів на користь церкви, яка була незалежною від державної влади. Збори з парафіяльних дворів (воєводських, вотчинних, гостинних) становили 6 грошей; з піддячих, найкращих людей посадських — 4; з інших — 2 гроша. З 1687 р. система була офіційно обов'язковою для всіх єпархій. Мали місце додаткові прибутки: встановлені мита з новопоставлених осіб та церков, передача певної кількості землі приходу для власноручної обробітки.
Православна Церква особливого значення десятині не надавала, оскільки її доходи без були і так достатні. Благочестиві російські князі, купці і самі прості люди жертвували на утримання церкви великі кошти без будь-якого спеціального примусу. Це були не тільки гроші, але, в першу чергу, чудотворні ікони, дорогоцінне начиння, землі для заснування монастирів. У необхідних випадках до фінансової допомоги церкві вдавалася світська влада. Однак, починаючи з царювання Петра I, добробут церкви почав непокоїти світську владу, яка мріяла про повне відлучення церковного майна. Перша, несмілива спроба секуляризації була зроблена самим Петром, який перетворив Монастирський наказ у Економічну колегію. Імператриця Катерина ІІ в 1764 році відразу позбавила церкву всіх її земельних володінь. При цьому перестало існувати більше двох третин всіх Російських монастирів, а ті монастирі і храми, що залишилися стали утримуватися за рахунок Державної скарбниці.
Ліквідована церковна десятина була в кінці XIX в.
Ще безжалісніше діяли більшовики, які організували в 1922 році тотальне вилучення церковних цінностей, при якому Церква, не тільки була пограбована матеріально, а й загинула величезна кількість пам'яток культури та духовних святинь.
Після розпаду СРСР православна церква знаходить ці кошти у вигляді добровільних пожертвувань віруючих та благодійних актів. При цьому, ні про яку обов'язкову десятину або про будь-який інший церковний податок мова не йде.

## Вислови про десятину
Багато людей вірять в те, що, віддаючи десятину, хвалять свого Бога і забезпечують собі місце на небесах. У церкві Королівського коледжу в Кембриджі (Англія) можна прочитати такі слова Вільяма Вордсворта:
|  | «Дай те, що можеш: не сприймає Бог ні занадто малий, ні великий податок». |

|  | «Той, хто тільки бере і нічого не дає, подібний стоячій воді ставка: все, що в нього втікає, залишається, а все, що залишається, стає затхлим». (Джон А. Джеймс) |

|  | «Данина у вигляді десятини - це мовчазна угода щодо того, що людина перебуває в партнерстві з Богом ... Десятина вносить у свідомість почуття божественного порядку….Це - найнадійніший спосіб показати багатство ». (Чарльз Філлмор) «Указ слово» |